# 80's (canción)
«80's» es una canción proveniente del álbum debut de estudio del mismo nombre, de la banda mexicana de pop punk, Allison, esta canción fue el tercer sencillo del mismo disco y lanzada a través de Sony BMG a mediados del mes de octubre del 2007.

## Lista de canciones

### Sencillo - CD[4]
| 80's — Single |        |          |  |
| N.º           | Título | Duración |  |
| 1.            | «80's» | 3:08     |  |

## Créditos
- Erick Canales - Voz , Guitarra
- Abraham Isael Jarquín Guitarra
- Manuel Ávila "Manolín" Bajo, Coros
- Diego García Stommel - Batería

## Posicionamiento en listas
| Lista (2007)    | Puesto |
| --------------- | ------ |
| México (Los 40) | 29     |